# Tessarobelus guérini
Tessarobelus guérini är en insektsart som beskrevs av Xavier Montrouzier 1864. Tessarobelus guérini ingår i släktet Tessarobelus och familjen pärlsköldlöss.
Artens utbredningsområde är Nya Kaledonien. Inga underarter finns listade i Catalogue of Life.